# زاوية سيدي عمر كمون
زاوية سيدي عمر كمون هي واحدة من الزوايا الأكثر شهرة في مدينة صفاقس العتيقة.

## موقعها
يفتح المقام على شارع برج النار القريب جدا من أسوار المدينة. يوجد في حي شرق باب الديوان. الجزء العلوي من مئذنتها يوفر رؤية بانورامية لواجهة المدينة المطلة على البحر. ويرتبط اختيار هذا المكان للعلاقة وثيقة التي تجمع الولي الصالح الذي المدفون بالزاوية، سيدي عمر كمون والبحر، لأن والده كان بحارًا.

## تاريخها

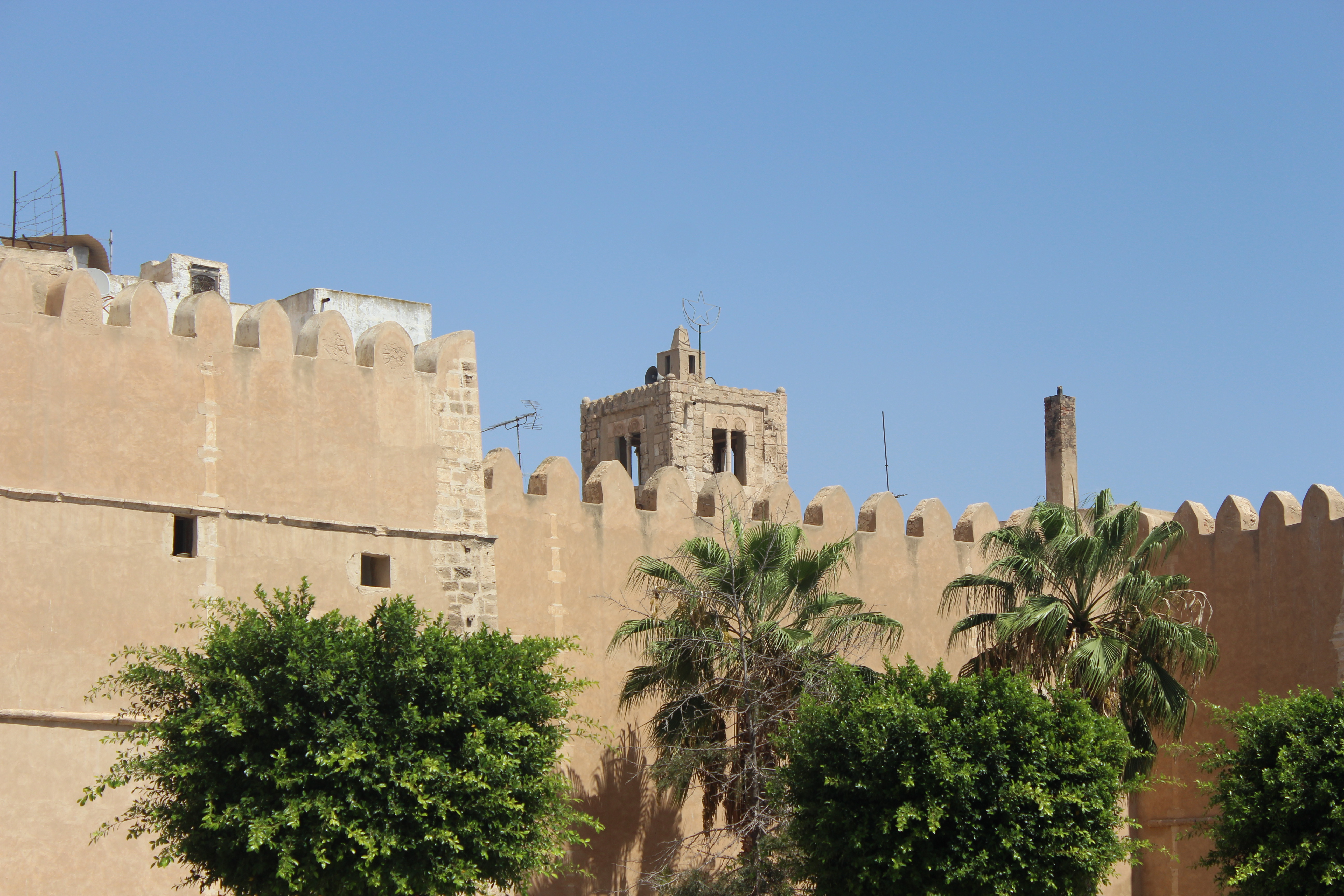
مئذنة الزاوية يمكن رؤيتها من خارج الأسوار

تأسست الزاوية في القرن الثامن عشر بأمر من مراد باي (1666-1675) كإعراب عن امتنانه لسيدي عمر كمون الذي عالجه من مرض حل به خلال زيارة رسمية لصفاقس. بين 1636 و 1666 ، تمت إضافة المئذنة على مرحلتين سنة 1659  من قبل سيدي عمر كمون نفسه وتكفل بكل نفقات البناء من ثروته الشخصية.
إضافة إلى وظيفته الدينية والروحية، لعب المقام دورًا دفاعيًا مهمًا للغاية خلال عدة أزمات بفضل موقعه الجغرافي الاستراتيجي الذي سمح بمراقبة الواجهة الساحلية للمدينة منه بفضل مئذنته. خير مثال على ذلك الصراع مع صقلية وغزو تونس من قبل فرنسا.
حسب إحدى النقيشتين الموجودتين بالمئذنة، فقد صمم الزاوية محمد بن احمد بن الحاج علي المنيف وأخوه القاسم المنيف.

كان الضريح مجهزا بقبة تعلو قبر الولي. إلا أنها ومثل العديد من المعالم الأثرية في المدينة، تم تدميرها خلال تفجيرات الحرب العالمية الثانية. وقد شهد عملية تجديد سنة 1988.

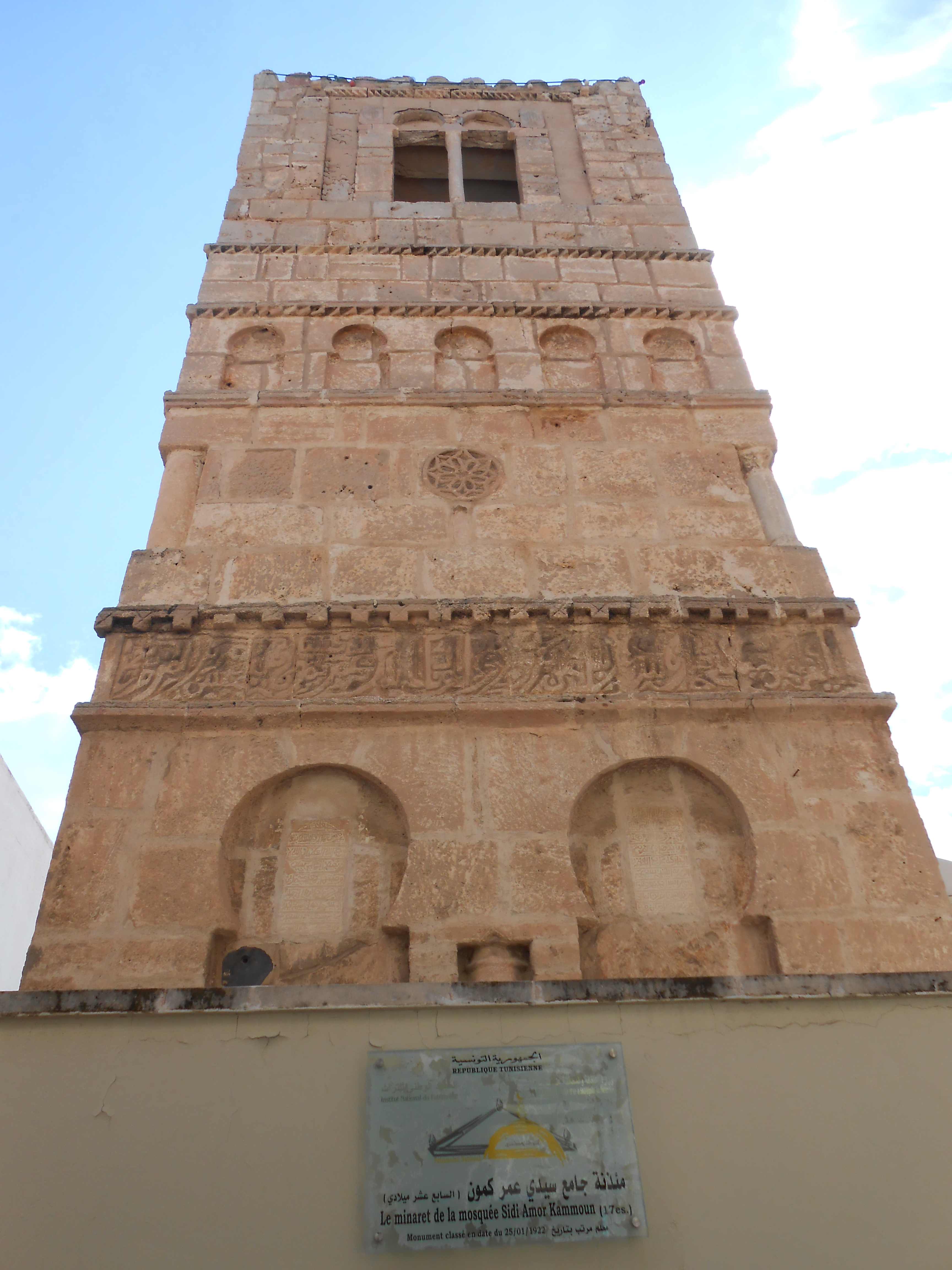
مئذنة الزاوية

## هندستها المعمارية
مقام سيدي عمر كمون يختلف عن بقية المعالم في مدينة صفاقس العتيقة بفضل هندسته الهجينة البارزة في المئذنة التي توحد كل من الطراز المحلي القديم والتأثيرات المغربية المستوردة من قبل الحفصيين والعثمانيين. ويناهز ارتفاع المئذنة ذات الشكل المربع 930 متراً.
زينت الواجهة الشمالية للمئذنة بمنقوشتين تذكاريين مستطيليين، متجاورين أسفل شريط الخط المنقوش. ارتفاع اليمنى 49 صم وطولها 25 صم، في حين أن اليسرى، المعرضة حاليا لخطر فقدان جميع تفاصيلها، يبلغ طولها 50 صم وارتفاعها 25 صم. تمت كتابة النصوص بالمنقوشتين بالخط التونسي في تسعة أسطر ونصها الآتي:
” بسم الله الرحمان الرحيم وصلى الله على محمد وعلى آله وصحبه، بنيت هذه الصومعة المباركة على يد الفقير إلى ربه الشيخ عمر بن الرايس احمد كمون.. جعلها سيدي عمر من ماله، إلى نفسه ابتغاء وجه الله العظيم والله لا يضيع أجر المحسنين…” .

## سيدي عمر كمون
يمثل سيدي عمر كمون أحد أهم رموز الصوفية الصفاقسية بالقرن الثامن عشر. وهو يحتفظ اليوم بمكانة خاصة للغاية في المجتمع الصفاقسي. خصص محمود مقديش جزءا كبيرا من كتابه «نزهة الأنظار» لتسليط الضوء على صفاته وإنجازاته.
و تلقى هذا الولي الكثير من تعليمه من سيده الشيخ سيدي عامر المزوغي، وكان قريباً جداً من مراد باي الثاني.